# 41기 국수전
41기 국수전은 한국기원 소속 전문기사들이 참가하여 동아일보가 주최하는 국내 바둑 기전이다. 도전5번기 에서는 국수 이창호 七단이 도전자 서봉수 九단을 3대 1로 꺾고 우승하며 5번째 타이틀과 통산 6회 우승을 차지했다.

## 출전 기사 명단
- 본선 시드 :
- 예선 통과자 :

## 대진표

### 도전 5번기
| 결승전 |                      |   |  |  |  |  |
|        |                      |   |  |  |  |  |
|        |                      |   |  |  |  |  |
|        | 이창호 九단 (국수)   | 3 |  |  |  |  |
|        | 서봉수 九단 (도전자) | 1 |  |  |  |  |

## 대국 결과
| 대진                | 연도   | 대국일자  | 승자        | 패자            | 결과              | 기보 |
| ------------------- | ------ | --------- | ----------- | --------------- | ----------------- | ---- |
| 승자 8강전 준준결승 | 1997년 | 4월 28일  | 최명훈 五단 | 백성호 九단     | 143수 흑 불계승   |      |
| 승자 8강전 준준결승 | 1997년 | 4월 28일  | 김영환 四단 | (故)정현산 六단 | 212수 백 불계승   |      |
| 승자 8강전 준준결승 | 1997년 | 5월 6일   | 서능욱 九단 | 서봉수 九단     | 227수 흑 불계승   |      |
| 승자 8강전 준준결승 | 1997년 | 5월 28일  | 조훈현 九단 | 류재형 三단     |                   |      |
| 패자 1회전          | 1997년 | 6월 9일   | 류재형 三단 | 백성호 九단     | 182수 백 불계승   |      |
| 패자 1회전          | 1997년 | 6월 13일  | 서봉수 九단 | (故)정현산 六단 | 211수 흑 9집반승  |      |
| 승자 준결승         | 1997년 | 6월 20일  | 조훈현 九단 | 김영환 四단     | 177수 흑 불계승   |      |
| 승자 준결승         | 1997년 | 8월 18일  | 서능욱 九단 | 최명훈 五단     | 277수 흑 반집승   |      |
| 패자 2회전          | 1997년 | 7월 7일   | 김영환 四단 | 류재형 三단     | 195수 흑 불계승   |      |
| 패자 2회전          | 1997년 | 8월 29일  | 서봉수 九단 | 최명훈 五단     | 262수 백 8집반승  |      |
| 승자 결승           | 1997년 | 9월 1일   | 조훈현 九단 | 서능욱 九단     | 293수 백 9집반승  |      |
| 패자 준결승         | 1997년 | 9월 12일  | 서봉수 九단 | 김영환 四단     | 135수 흑 불계승   |      |
| 패자 결승           | 1997년 | 9월 19일  | 서봉수 九단 | 서능욱 九단     | 283수 흑 13집반승 |      |
| 도전자결정전 제1국  | 1997년 | 9월 22일  | 서봉수 九단 | 조훈현 五단     | 257수 백 4집반승  |      |
| 도전자결정전 제2국  | 1997년 | 9월 29일  | 서봉수 九단 | 조훈현 五단     | 277수 흑 1집반승  |      |
| 도전자결정전 제3국  | 1997년 | 10월 일   |             |                 |                   |      |
| 도전 1국            | 1997년 | 10월 18일 | 이창호 九단 | 서봉수 九단     | 191수 흑 불계승   |      |
| 도전 2국            | 1997년 | 11월 3일  | 이창호 九단 | 서봉수 九단     | 140수 백 불계승   |      |
| 도전 3국            | 1997년 | 11월 21일 | 서봉수 九단 | 이창호 九단     | 132수 백 불계승   |      |
| 도전 4국            | 1997년 | 11월 24일 | 이창호 九단 | 서봉수 九단     | 130수 백 불계승   |      |
| 도전 5국            | 1997년 | 월 일     |             |                 |                   |      |

## 특이사항
- 이창호 九단 국수전 5연패, 통산 6회 우승 금자탑 달성
- 서봉수 九단 아쉽게 국수 탈환 실패